# جامعة شتوتغارت
جامعة شتوتغارت (بالألمانية Universität Stuttgart) تقع في مدينة شتوتغارت، -جنوب ألمانيا- الشهيرة بصناعة السيارات كالمرسيدس والبورشه، أُنشِئَت جامعة شتوتغارت عام 1829م، وبها عدد كبير من الاختصاصات في الهندسة والعلوم الطبيعية والإنسانية. وهي واحدة من الجامعات التقنية الرائدة في ألمانيا بالبرامج التي تحتل مكانة عالية في الهندسة المدنية والميكانيكية، والكهربائية.

## تاريخ
من عام 1770 حتى عام 1794، كانت الأكاديمية العسكرية (مدرسة كارل) الجامعة الوحيدة في شتوتغارت. أقدم جامعة في شتوتغارت هي جامعة هوهنهايم (Stuttgart-Hohenheim) التي أُسِّسَت في عام 1818، ونحن هنا لانتحدث عن جامعة شتوتغارت (التي تأسست في 1829)، الجامعتان ليس بينهما علاقة.
أُسِّسَت جامعة شتوتغارت في عام 1829، واحتفلت بالذكرى السنوية 175 لتاسيسها في عام 2004. ونظرًا للأهمية المتزايدة للعلوم التقنية والدراسات المرتبطة بها من قبل طلابها، عرفت الجامعة منذ العام 1876 بالجامعة والكلية التقنية. وعندما تشعبت الجامعة وقاموا بتطوير المناهج الدراسية، أُعيد تسمية الجامعة إلى جامعة شتوتغارت في عام 1967 وهذا هو الاسم الذي تعرف فيه لغاية هذا الوقت.

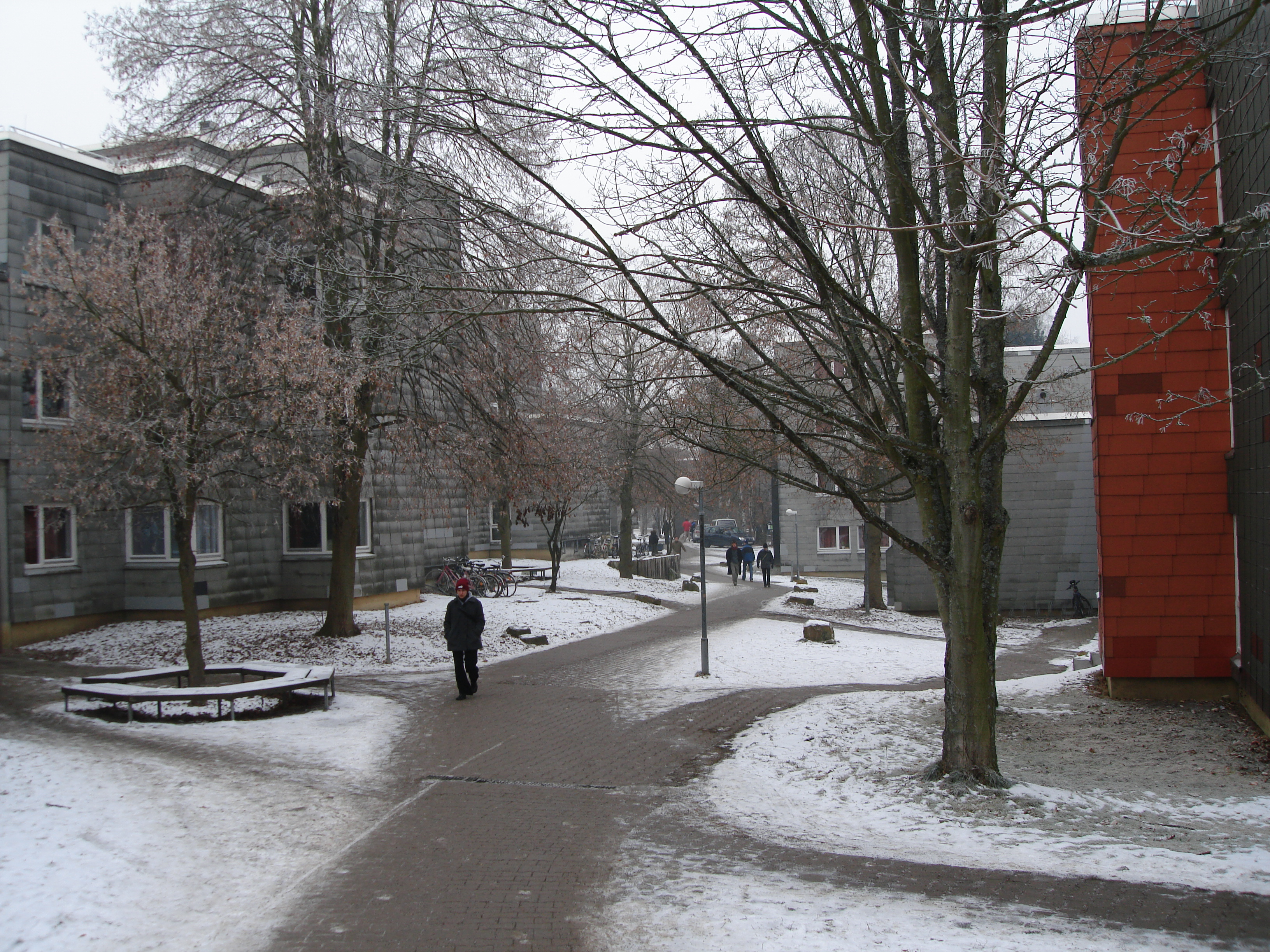
مساكن طلاب في Vaihingen

## معرض صور

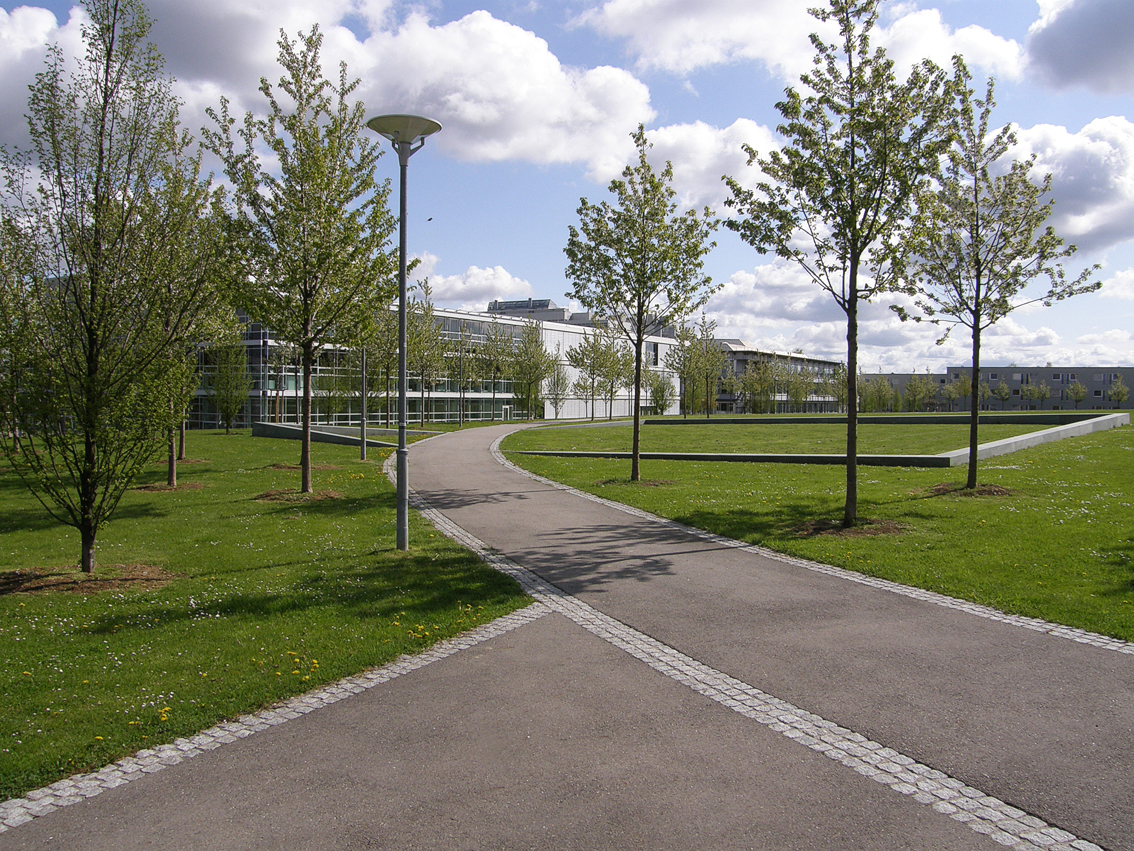
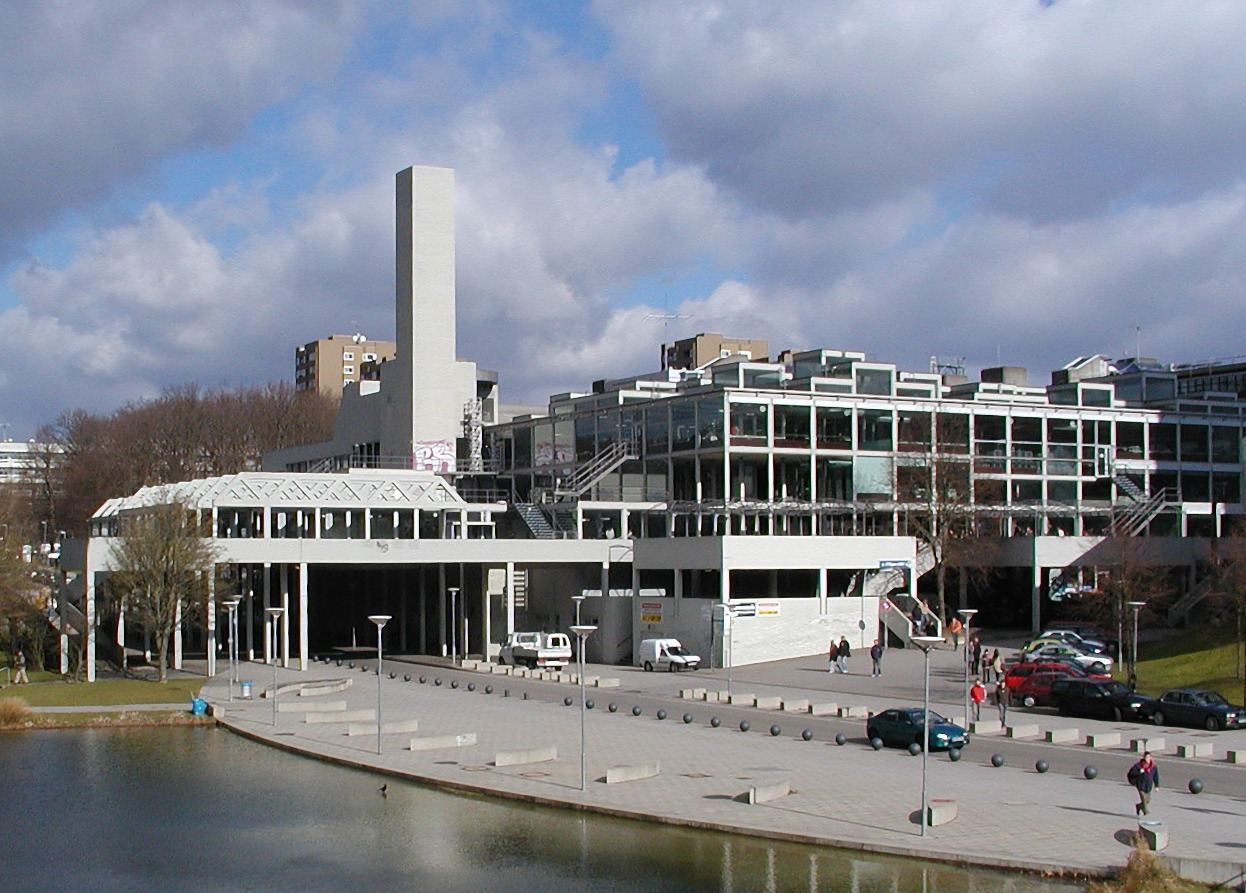
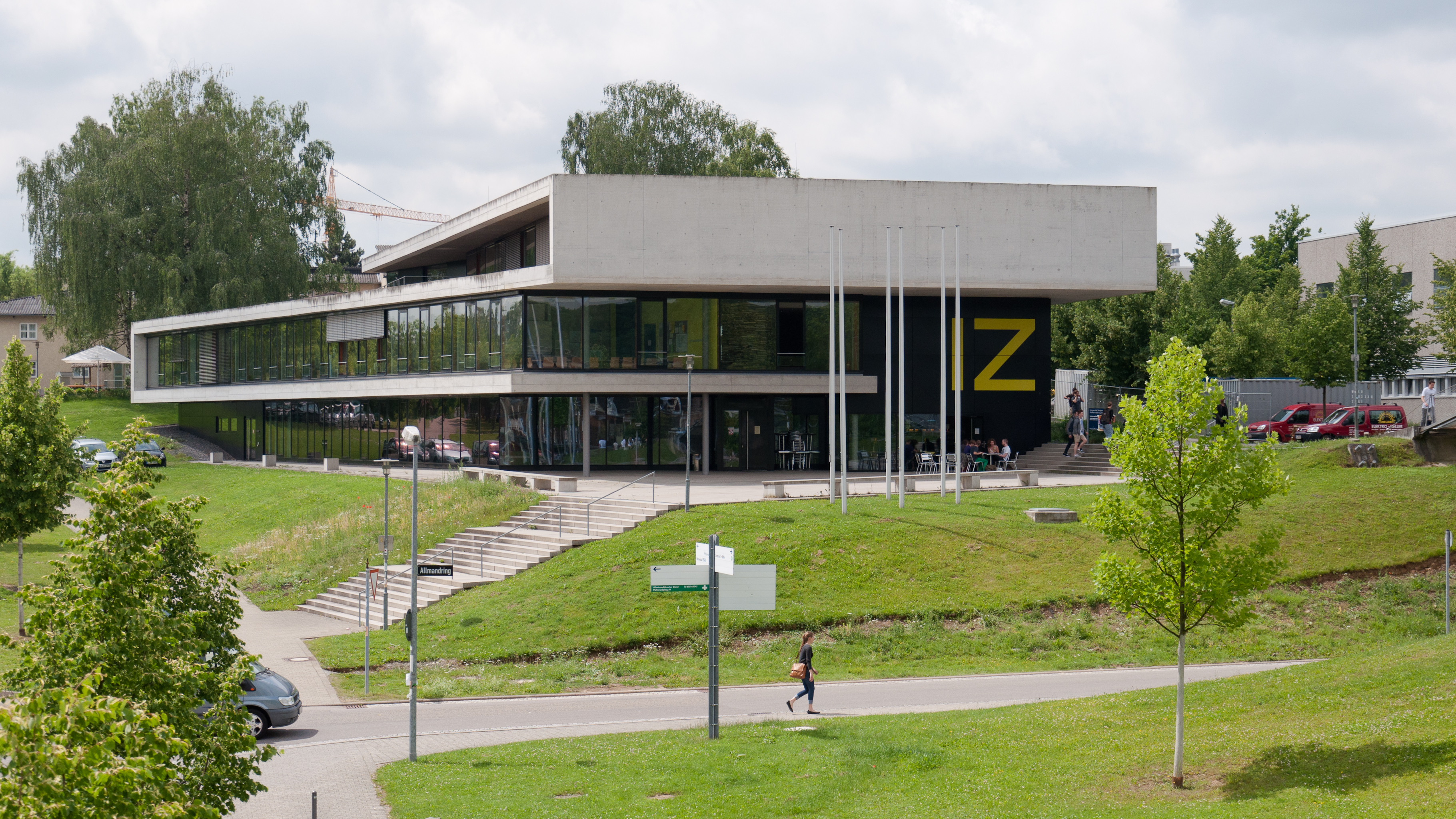
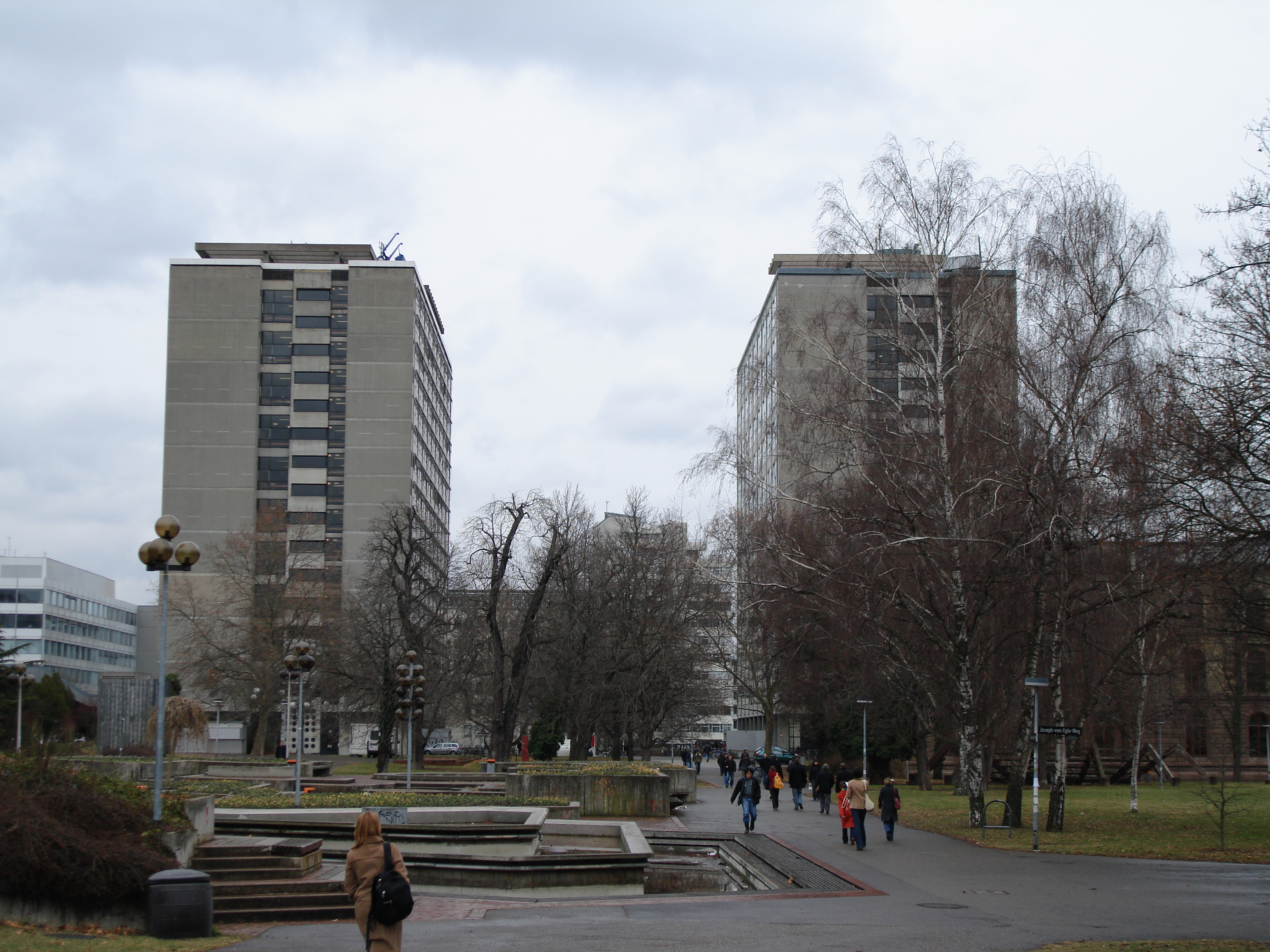
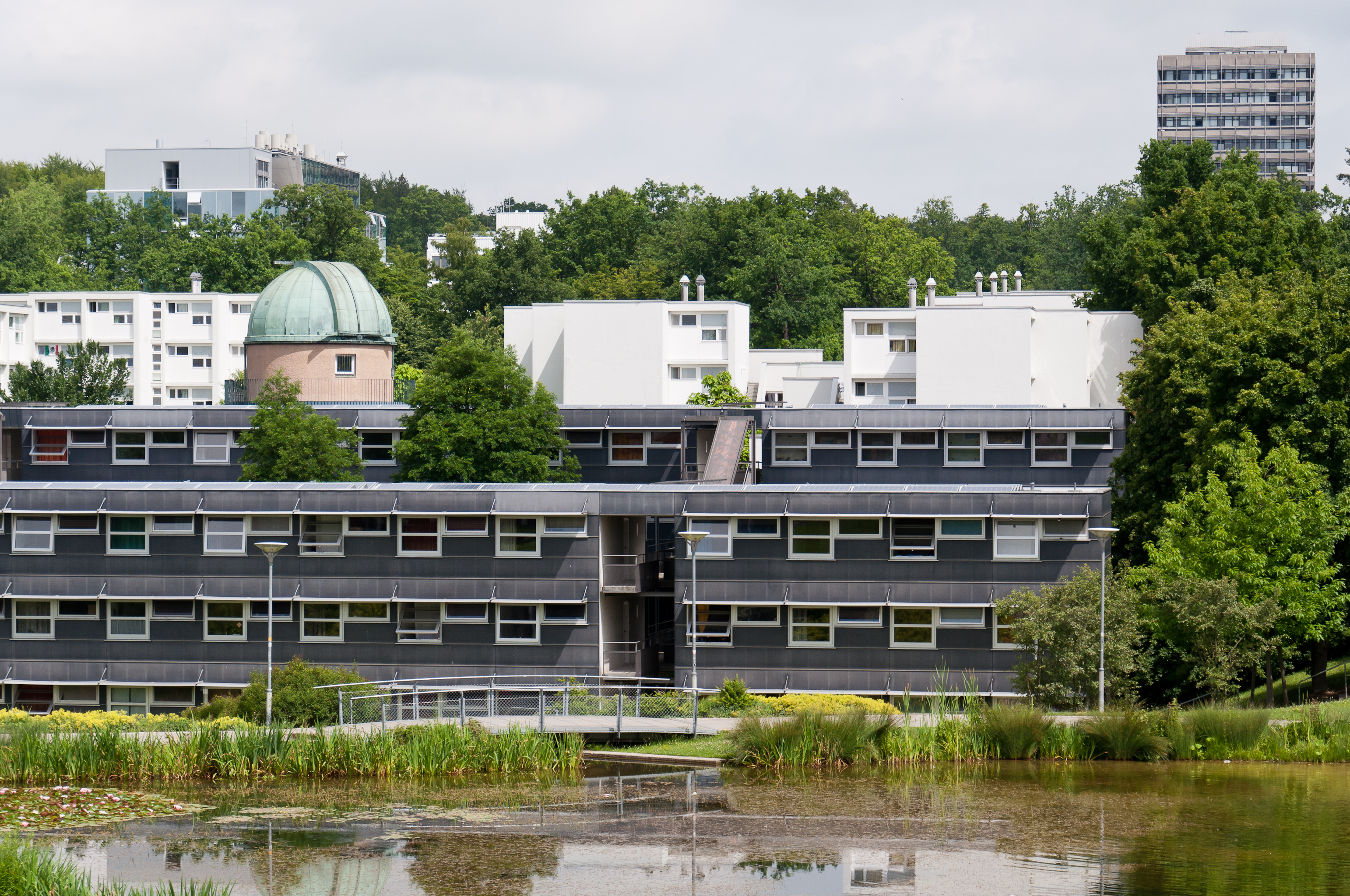
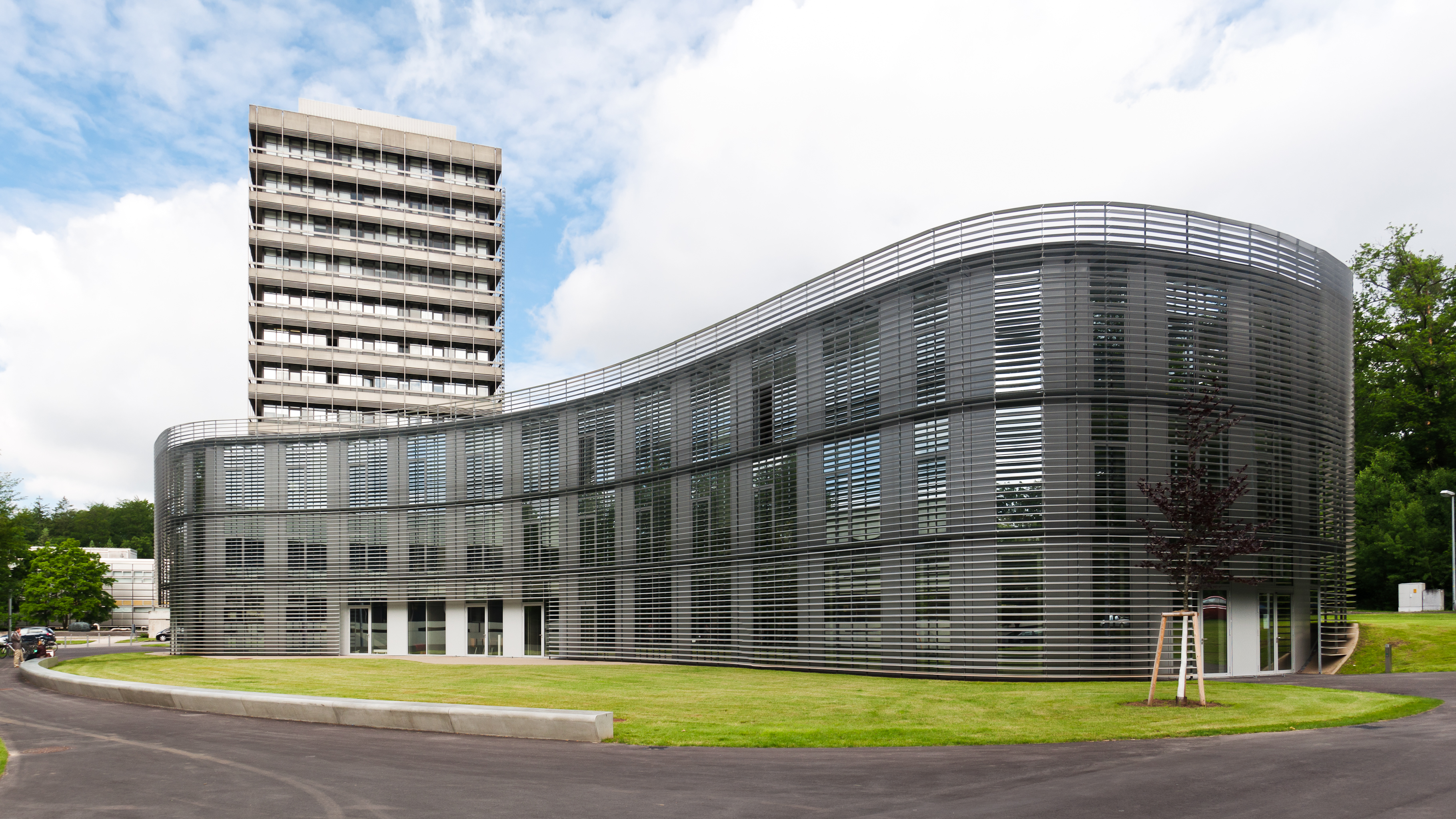